# فرودگاه نیو ریور ولی
 فرودگاه نیو ریور ولی (به انگلیسی: New River Valley Airport) یک فرودگاه همگانی بهره‌برداری هوایی با کد یاتا PSK است که یک باند فرود آسفالت دارد و طول باند آن ۱۸۹۰ متر است. این فرودگاه در شهر دوبلین، ویرجینیا کشور ایالات متحده آمریکا قرار دارد و در ارتفاع ۶۴۲ متری از سطح دریا واقع شده است.